# Merobaudes
Merobaudes, död 383 eller 388, var en romersk general och befälhavare av frankisk härkomst.
Merobaudes tjänstgjorde under kejsar Julianus, vars lik han förde i säkerhet efter att kejsaren sårats dödligt i slaget vid Samarra år 363. Omkring år utnämnde kejsar Valentinianus I Merobaudes till magister militum. Merobaudes var därtill konsul vid två tillfällen: år 377 med Gratianus och år 383 med Saturninus.
År 383 stödde Merobaudes usurpatorn Magnus Maximus, vilket ledde till att kejsaren lät avrätta honom.